# 相藍欣
相藍欣（1956年4月—），生於江苏省南京市，祖籍北京市，祖先属清代汉军八旗镶蓝旗。1974年合肥二中高中畢業後，在安徽淮北蕭縣郭庄大隊插隊勞動四年整，省知青先代會代表。1978年作為77級入復旦大學，1983年入约翰·霍普金斯大学高級國際問題研究院（SAIS）攻讀歐洲和北大西洋國際關係，先後獲得碩士與博士學位，先後曾於耶魯大學、德國法蘭克福和平研究所進行研究，現任瑞士日內瓦高等國際問題研究院終身教授，著作甚豐，2003年出版《義和團戰爭的起源：跨國研究》一書後，任美國國會圖書館亨利‧基辛格講座教授，曾為華東師範大學紫江特聘教授，現並為復旦大學外交學院特聘教授。2005年同美國國家情報總局發起「歐－美－亞三邊高層國際問題論壇」，在日內瓦、華盛頓、北京（或上海）三地輪流召開。近年來曾譯《凱恩斯傳》（2006年首屆中國政府出版獎提名獎〕，著《傳統與對外關係－兼評中美關係的意識形態背景）〔三聯，2007〕。